# امین الدخیل
امین الدخیل (عربی: أمين الدخيل؛ زادهٔ ۶ مارس ۲۰۰۲) بازیکن فوتبال اهل عراق است.
وی همچنین در تیم‌های ملی فوتبال زیر ۱۷ سال بلژیک، زیر ۲۱ سال بلژیک و بلژیک بازی کرده‌است.